# Adsorção

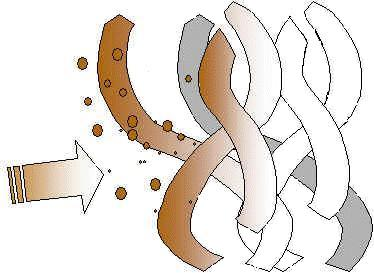
Adsorção

Adsorção é a adesão de moléculas de um fluido (o adsorvido) a uma superfície sólida (o adsorvente); o grau de adsorção depende da temperatura, da pressão e da área da superfície - os sólidos porosos como o carvão activado são ótimos adsorventes.
As forças que atraem o adsorvato podem ser químicas ou físicas.
A adsorção química, também chamada quimissorção, é específica e é empregada na separação de misturas. Nela as moléculas (ou átomos) unem-se à superfície do adsorvente através da formação de ligações químicas (geralmente covalentes) e tendem a se acomodarem em sítios que propiciem o maior número de coordenação possível com o substrato. Uma molécula quimicamente adsorvida pode ser decomposta em virtude de forças de valência dos átomos da superfície e é a existência de fragmentos moleculares adsorvidos que responde, em parte, pelo efeito catalítico das superfícies sólidas.
A adsorção física, também chamada fisissorção, é empregada em máscaras contra gases e na purificação e descoloração de líquidos. Nela as moléculas do adsorvente e do adsorvato interagem por interações de van der Waals, que apesar de serem interações de longo alcance, são fracas e não formam ligações químicas. Uma molécula fisicamente adsorvida retém sua identidade, embora possa ser deformada pela presença dos campos de força da superfície.

## Adsorção e Isotérmica de Langmuir
A adsorção sobre sólidos é um fenômeno de grande importância em química, mais especificamente em físico-química. Quando se expõe um sólido finamente dividido a uma pressão moderada de um gás, geralmente a pressão do gás decresce, indicando que parte das moléculas do gás foram adsorvidas na superfície do sólido. Pelo mesmo motivo observa-se que expondo uma solução de um corante (ou de uma tinta) ao sólido, a intensidade da coloração da solução decresce acentuadamente. Deve ser salientado também que a ação catalítica de muitas substâncias, no caso da catálise heterogênea, está ligada a estes fenômenos da adsorção.
A intensidade desses efeitos depende da temperatura, da natureza das substâncias presentes no meio, da pressão do gás, ou da concentração do corante. Um fato bastante importante está relacionado com a superfície do sólido. Quanto mais finamente dividido estiver este sólido, maior será a sua superfície específica e portanto maior a sua eficiência em adsorver as moléculas presentes no meio.
Experimentalmente, as medidas nesses sistemas são feitas em termos de quantidade de substância adsorvida por grama do sólido, com a finalidade de se obter as chamadas isotermas de adsorção. Essas isotermas são gráficos onde estão representados {\displaystyle N}, número de moles de substância adsorvida por grama de sólido, versus {\displaystyle C}, concentração de soluto em equilíbrio, ou {\displaystyle P}, pressão do gás sobre o sólido.
Muito se tem feito no sentido de se desenvolver uma teoria para explicar os fatos experimentais observados. Para sistemas mais simples, uma teoria desenvolvida por Langmuir é feita a seguir:
Considerando que o processo de adsorção do gás {\displaystyle A} sobre uma superfície pode ser representada pela equação:
{\displaystyle A+S\rightleftharpoons AS}
Onde {\displaystyle S} é a posição vazia na superfície do sólido (sítio ativo) e {\displaystyle AS} representa a molécula adsorvida. A constante de equilíbrio pode ser escrita como:
{\displaystyle K={\frac {XAS}{XSP}}}
onde: {\displaystyle XAS} é a fração das posições na superfície que estão ocupadas;
{\displaystyle XS} é a fração das posições livres;
e {\displaystyle P} é a pressão do gás.
Comumente se usa {\displaystyle \theta } em função de {\displaystyle XAS} onde {\displaystyle \theta } representa a fração da superfície que está coberta. Assim {\displaystyle 1-\theta } representará a fração da superfície que não está coberta. Pode-se então escrever:
{\displaystyle K={\frac {\theta }{(1-\theta )P}}} ou seja {\displaystyle KP={\frac {\theta }{(1-\theta )}}}
que é a expressão da isoterma de Langmuir.
Rearranjando, em termos de {\displaystyle \theta }, a equação fica:
{\displaystyle \theta ={\frac {KP}{(1+KP)}}}
Para o caso de adsorção em solução, a isoterma continua válida, devendo somente substituir {\displaystyle P}, pressão do gás, por {\displaystyle C}, a concentração do soluto na solução.
Pode-se escrever ainda que:
{\displaystyle \theta ={\frac {N}{N_{m}}}}
onde: {\displaystyle N} = número de mols de moléculas adsorvidas por grama de sólido;
{\displaystyle N_{m}} =número de mols de soluto por grama de sólido necessários para formar uma monocamada sobre a superfície.
Então:
{\displaystyle {\frac {N}{N_{m}}}={\frac {KC}{(1+KC)}}}
e rearranjando tem-se:
{\displaystyle {\frac {C}{N}}={\frac {1}{KN_{m}}}+{\frac {C}{N_{m}}}}
que é a forma mais usual da isoterma da Langmuir.
Dessa expressão tem-se que a isoterma de adsorção de Langmuir representa de um modo adequado um processo de adsorção, então um gráfico {\displaystyle C/N\times C} deverá resultar numa reta, cujo coeficiente angular será igual a {\displaystyle 1/N_{m}} e o coeficiente linear será igual a {\displaystyle 1/KN_{m}}.
Tendo os valores de {\displaystyle N_{m}} e conhecendo s, a área ocupada por uma molécula adsorvida na superfície do sólido, então a área específica (em metros quadrados por grama) da superfície do sólido será:
{\displaystyle \ A=N_{m}.N_{0}.s.10^{-20}}
onde {\displaystyle N_{0}} é o número de Avogadro e s é dado em angstroms quadrados.